# 樊村河乡
樊村河乡，是中华人民共和国山西省晋城市沁水县下辖的一个乡镇级行政单位。2021年5月6日，撤销樊村河乡，整建制并入龙港镇。

## 行政区划
樊村河乡下辖以下地区：
界河口村、卫村、樊村、下峰村、赵寨村和景村。